# Mumias
Mumias – miasto w Kenii, w hrabstwie Kakamega. Według danych szacunkowych na rok 2019 liczy 41,9 tys. mieszkańców.